# Pierre Kugogne
Pierre Kugogne (3 luglio 1979) è un calciatore francese nato a Tahiti, difensore del Tefana.

## Carriera

### Club
Con il Tefana ha giocato 5 partite nella OFC Champions League 2010-2011 e 8 partite nell'edizione successiva.